# Åkerranunkel
Åkerranunkel (Ranunculus arvensis) är en ettårig ört med blekgula blommor som blommar från maj till juli.
Blomman är blänkande gul. Arten är på stark tillbakagång på grund av dagens effektiva utsädeskontroll.

## Externa länkar

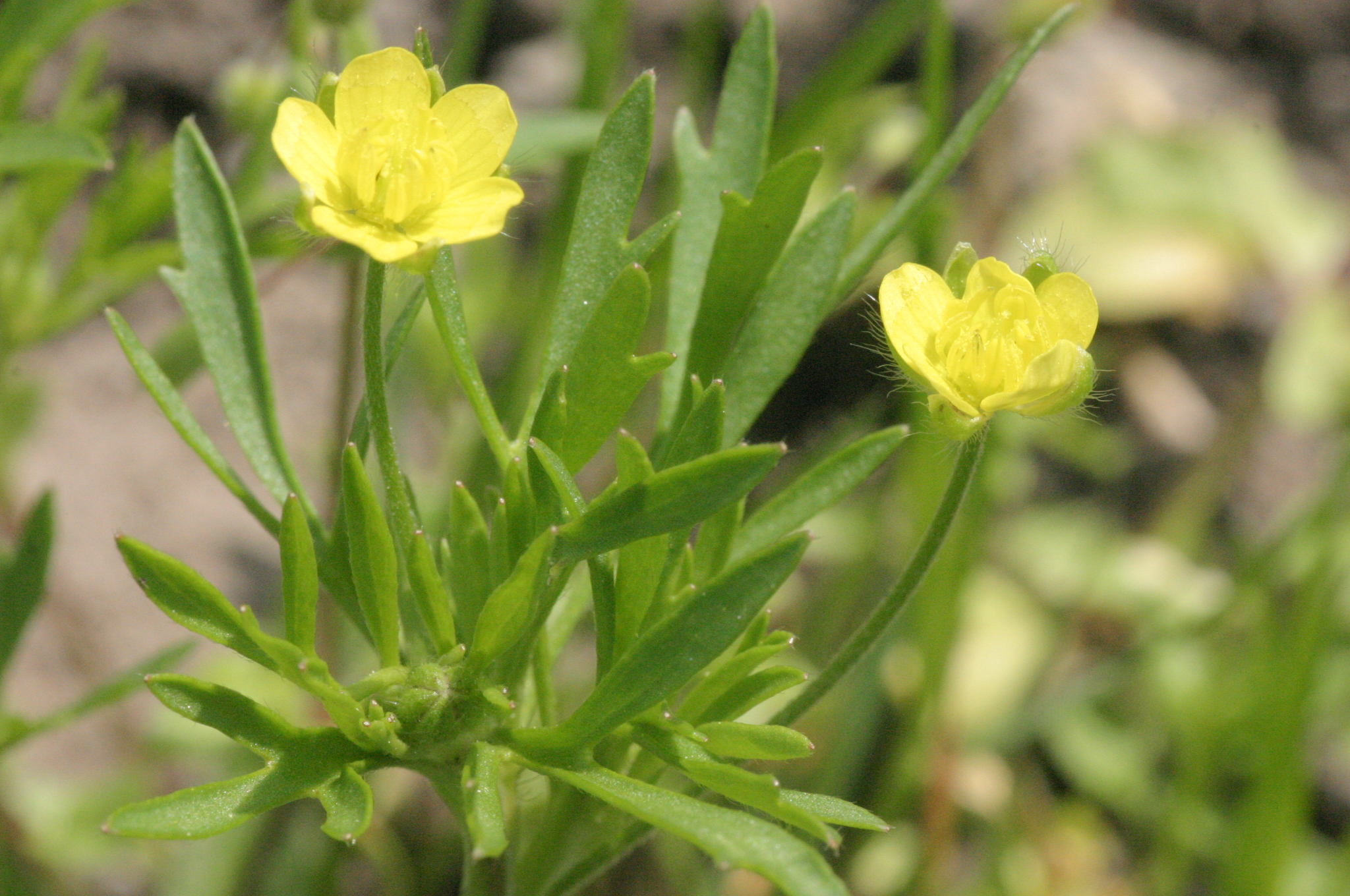